# Irmenseul
Irmenseul ist ein Ortsteil der Gemeinde Lamspringe im niedersächsischen Landkreis Hildesheim.

## Geografie
Irmenseul liegt südwestlich von Bad Salzdetfurth in einer ackerbaulich geprägten Bördelandschaft zwischen den folgenden Höhenzügen: der Sackwald im Westen und die Harplage im Osten sowie der Heber im Süden. An Irmenseul grenzen im Uhrzeigersinn, beginnend im Nordosten, Sehlem, Neuhof, Woltershausen, Everode und Adenstedt, die ebenfalls alle zum Landkreis Hildesheim gehören.
In der Gemarkung Irmenseul befindet sich an einem aufgelassenen Steinbruch am „Schiefen Berg“ auf flachgründigen Kalkverwitterungsböden das etwa zweieinhalb Hektar große Naturschutzgebiet Halbtrockenrasen bei Irmenseul.

## Geschichte
Irmenseul wurde im Zusammenhang mit den Herren von Steinberg im Jahre 1298 als „Ermensulle“ erstmals urkundlich erwähnt.
Das Gut Irmenseul gehörte zum Besitz von Schloss Wrisbergholzen. In Irmenseul sind ferner die 1931 erbaute Kapelle und das Ehrenmal auf dem Friedhof beachtenswert. Gegenüber der Kirche in Irmenseul befand sich bis 2015 ein Gemischtwarenladen, wie er heute nur noch selten in ländlichen Gemeinden zu finden ist.
Zu Beginn des 20. Jahrhunderts zählte Irmenseul 247 Bewohner.

### Der Ort Irmenseul und die Irminsul

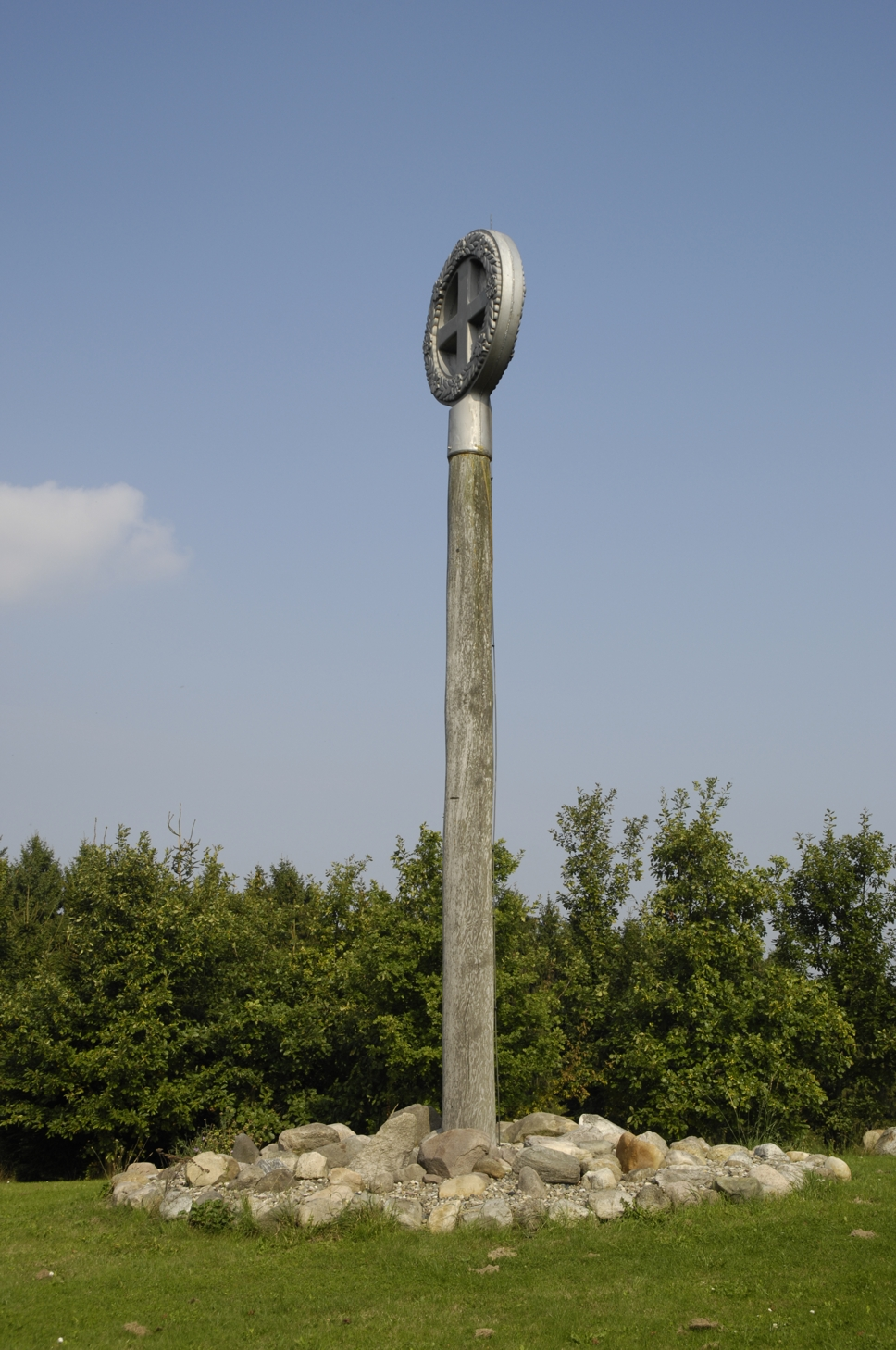
Die Irminsul auf dem Romberg

Vor allem wegen seines Namens wird der Ort Irmenseul mit dem vorchristlichen, sächsischen Haupt-Heiligtum, der Irminsul, in Verbindung gebracht. Der historische Standort der Säule ist archäologisch bislang nicht gesichert, wird aber aufgrund der vorliegenden historischen Quellen in Westfalen (höchstwahrscheinlich auf oder bei der Eresburg) vermutet. Jedoch sollen Reste der 772 unter Karl dem Großen an der Eresburg eroberten Irminsul nach einer seit dem 16. Jahrhundert dokumentierten Überlieferung beim Kloster Corvey in Westfalen vergraben, später ausgegraben und von dort nach Hildesheim – nur 25 Kilometer von Irmenseul entfernt – verbracht worden sein. In der Nähe des heutigen Ortes sollen Westfalen (Sachsen) den Tross mit den Resten überfallen haben, um sie zurück nach Westfalen zu bringen, jedoch ohne Erfolg. Die Reste sollen sich im Hildesheimer Dom unter einer Mariensäule im Boden befinden.
Auch wenn deren historischer Standort nicht gesichert ist, wurde beim Ort Irmenseul im Oktober 1996 auf der Bornhöhe am Romberg, einem dem Ort vorgelagerten Hügel, eine moderne Interpretation der Irminsul aufgestellt. Der 9 Meter hohe Eichenstamm trägt einen Radkreuz-Aufsatz aus Aluminium-Guss, der einen Durchmesser von etwa 1,6 m hat. Die Gestaltung der „Irmenseule“ genannten Säule ist an das Ortswappen angelehnt. Eingeweiht wurde das Denkmal im Juni 1998 zur 700-Jahr-Feier des Dorfes. Der unter anderem mit Findlingen, Sitzbänken und einem Infotafel-Unterstand gestaltete Platz auf dem Romberg bietet eine gute Aussicht ins Umland und ist zu einem Ausflugsziel insbesondere für Wandergruppen geworden.

### Eingemeindungen
Im Zuge der Gebietsreform in Niedersachsen, die am 1. März 1974 stattfand, wurde die zuvor selbständige Gemeinde Irmenseul in die Gemeinde Harbarnsen eingegliedert. Diese wurde am 1. November 2016 ihrerseits mit den Gemeinden Neuhof, Lamspringe, Sehlem und Woltershausen der aufgelösten Samtgemeinde Lamspringe zur neuen Gemeinde Lamspringe vereinigt.

## Politik

### Gemeinderat und Bürgermeister
Auf kommunaler Ebene wird der Ortsteil Irmenseul vom Rat der Gemeinde Lamspringe vertreten.

### Ortsvorsteher
Der Ortsvorsteher von Irmenseul ist Carsten Sandvoß.

### Wappen
Der Gemeinde wurde das Kommunalwappen am 10. August 1938 durch den Oberpräsidenten der Provinz Hannover verliehen. Der Landrat aus Alfeld überreichte es am 29. November desselben Jahres.
| Wappen von Irmenseul | Blasonierung: „In Blau auf grünem Boden ein silberner Holzstamm (Irmensul); dieser trägt ein aufrechtes, vierspeichiges, silbernes Rad, dessen Radkranz von einem goldenen, abwechselnd mit je vier roten Rosen und blauen Kornblumen belegten Ährenkranz verdeckt wird.“ |
| Wappen von Irmenseul | Wappenbegründung: Die Gemeinde Irmenseul leitet ihren Namen von einer altsächsischen „Irminsul“ her, die der Sage nach auf der Bornhöhe an einem Quell gestanden haben soll. Vielfach hat sich die Wissenschaft ernstlich mit dieser Frage in Bezug auf unseren Ort Irmenseul befasst, ist aber bis heute zu keinem abschließenden Ergebnis gelangt. Eins ist freilich zuzugeben: es besteht die Möglichkeit, dass eine der vielen Säulen, die dem Sachsengotte Irmin errichtet worden sind, hier gestanden haben kann; viele Flurnamen deuten darauf hin. So lag es nahe, dass die Gemeinde eine Irminsäule im Schmucke des ortsüblichen Erntekranzes, dem Zeichen des Dankes an die Gottheit für den reichen Segen der Feldflur, als Wappensymbol erwählte. |

## Kultur und Sehenswürdigkeiten

### Bauwerke
- Die Irminsäule auf dem Romberg
- Die im Jahre 1931 erbaute Kapelle
- Das Ehrenmal auf dem örtlichen Friedhof

### Regelmäßige Veranstaltung
In allen ungeraden Jahren feiert die Jugend des Dorfes im Wechsel mit dem Nachbarort Woltershausen (Netze, Graste und Hornsen) das sogenannte „Pfingstbier“. Im Jahr 2012 wurde das 150-jährige Bestehen dieser Tradition gefeiert.